# 赣州市
赣州市，俗称赣南，是中华人民共和国江西省下辖的地级市，位于江西省南部、市境北连吉安市、抚州市，东接福建省三明市、龙岩市，南临广东省梅州市、河源市，西南达广东省韶关市，西靠湖南省郴州市，是江西省面积最大，人口最多的地级市，赣州是国家历史文化名城、中国优秀旅游城市、全国文明城市、国家森林城市，也是客家人主要聚居地之一，世稱“客家搖籃”。市政府駐章贡区長征大道8號。
赣州是江西省域副中心城市，全国稀有金属产业基地和先进制造业基地、原中央苏区振兴发展示范区、紅色文化传承创新区和旅游目的地、区域性综合交通枢纽、赣粤闽湘四省通衢的区域性现代化中心城市，有着千里赣江第一城、江南宋城、客家摇篮、红色故都、世界橙乡、世界钨都等美誉。

## 历史沿革
秦始皇三十三年（前214年），置南壄县，隶九江郡，为赣南行政建制之始。
三国吴嘉禾五年（236年），置庐陵南部都尉，治雩都。
晋太康三年（282年），改置南康郡，治雩都。晋永和五年（349年），郡治从雩都迁至赣县（章、贡两水间，今章贡区）。
隋开皇九年（589年），改南康郡为虔州。唐朝虔州治赣县，在今赣州章贡区。
宋淳化元年（990年），以虔州原辖南康、大庾、上犹3县另置南安军，治大庾。宋紹興二十三年（1153年），改虔州为赣州。
元至正二十五年（1365年）至明初，赣州、南安两路改为南安府
。
明洪武十八年（1385年），江西分為5道，贛州、南安2府均屬嶺北道。
清康熙十年（1671年），置分巡贛南道，轄贛州府、南安府。
民国元年（1912年）废府，县直隶于省。三年（1914年）设赣南道。十五年（1926年），废赣南道，县直隶于省。
1949年7月，成立赣州分区行政督察专员公署。8月析赣州镇设赣州市。1949年9月成立宁都（瑞金）分区行政督察专员公署。1952年8月，撤销宁都分区。1954年5月，成立赣南行政公署。1964年5月成立赣州专区。1971年1月改称赣州地区。
1999年7月，撤销赣州地区设立赣州市，原县级赣州市改设章贡区。
2013年11月，国务院批准撤县级市南康市设南康区。
2016年10月，赣县撤县设区获批复。设立赣州市赣县区。
2020年6月29日，江西省人民政府公布撤销龙南县，设立县级龙南市。龙南市由省直辖，赣州市代管。

### 水灾
2020年中国南方水灾期间的6月2日至6日，宁都县肖田乡美佳山村长罗水电站水库溃坝决堤，2人溺亡，292户受灾，多亩农田被淹(多少)。于都县、上犹县部分积很多水。

## 地理

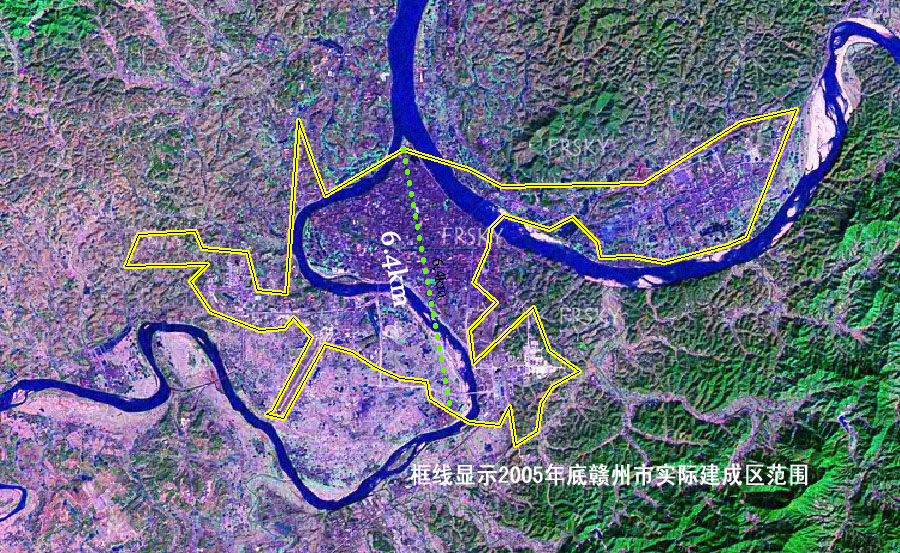
赣州城区卫星图

赣州市位于江西省南部，是江西省面积最大的地级行政区，全市以山脉、丘陵地形为主，占总面积的80.98%。章江、贡江在赣州主城汇合为赣江。境内群山环绕，东有武夷山，南有九连山，西有大庾岭、诸广山，北有雩山，中部有多个盆地分布。赣江正源贡水（上游称绵水）发源于东部武夷山黄竹岭，西源章水发源于西部聂都山，章、贡二水于八境台汇合后始称赣江。境内还有湘水、濂水、梅江、平江、桃江、上犹江等赣江支流，东南隅有寻乌水、九曲河往南注入东江。全市总面积39,363平方公里，

## 气候
赣州市属中亚热带季风气候，年平均气温19.4℃。年均降水量1461.2毫米，主要集中于春夏季。
| 赣州市赣县区气象数据（1981年至2010年） | 赣州市赣县区气象数据（1981年至2010年） | 赣州市赣县区气象数据（1981年至2010年） | 赣州市赣县区气象数据（1981年至2010年） | 赣州市赣县区气象数据（1981年至2010年） | 赣州市赣县区气象数据（1981年至2010年） | 赣州市赣县区气象数据（1981年至2010年） | 赣州市赣县区气象数据（1981年至2010年） | 赣州市赣县区气象数据（1981年至2010年） | 赣州市赣县区气象数据（1981年至2010年） | 赣州市赣县区气象数据（1981年至2010年） | 赣州市赣县区气象数据（1981年至2010年） | 赣州市赣县区气象数据（1981年至2010年） | 赣州市赣县区气象数据（1981年至2010年） |
| 月份                                   | 1月                                    | 2月                                    | 3月                                    | 4月                                    | 5月                                    | 6月                                    | 7月                                    | 8月                                    | 9月                                    | 10月                                   | 11月                                   | 12月                                   | 全年                                   |
| -------------------------------------- | -------------------------------------- | -------------------------------------- | -------------------------------------- | -------------------------------------- | -------------------------------------- | -------------------------------------- | -------------------------------------- | -------------------------------------- | -------------------------------------- | -------------------------------------- | -------------------------------------- | -------------------------------------- | -------------------------------------- |
| 历史最高温 °C（°F）                    | 27.7 (81.9)                            | 29.5 (85.1)                            | 32.2 (90.0)                            | 35.1 (95.2)                            | 36.5 (97.7)                            | 38.4 (101.1)                           | 40.0 (104.0)                           | 41.2 (106.2)                           | 38.8 (101.8)                           | 36.6 (97.9)                            | 32.8 (91.0)                            | 29.1 (84.4)                            | 41.2 (106.2)                           |
| 平均高温 °C（°F）                      | 12.4 (54.3)                            | 14.3 (57.7)                            | 17.9 (64.2)                            | 24.3 (75.7)                            | 28.6 (83.5)                            | 31.5 (88.7)                            | 34.5 (94.1)                            | 34.0 (93.2)                            | 30.6 (87.1)                            | 26.2 (79.2)                            | 20.7 (69.3)                            | 15.2 (59.4)                            | 24.2 (75.5)                            |
| 日均气温 °C（°F）                      | 8.2 (46.8)                             | 10.3 (50.5)                            | 13.8 (56.8)                            | 19.8 (67.6)                            | 24.0 (75.2)                            | 27.1 (80.8)                            | 29.5 (85.1)                            | 28.9 (84.0)                            | 25.9 (78.6)                            | 21.4 (70.5)                            | 15.7 (60.3)                            | 10.2 (50.4)                            | 19.6 (67.2)                            |
| 平均低温 °C（°F）                      | 5.4 (41.7)                             | 7.6 (45.7)                             | 11.0 (51.8)                            | 16.6 (61.9)                            | 20.7 (69.3)                            | 23.9 (75.0)                            | 25.8 (78.4)                            | 25.4 (77.7)                            | 22.6 (72.7)                            | 17.8 (64.0)                            | 12.0 (53.6)                            | 6.6 (43.9)                             | 16.3 (61.3)                            |
| 历史最低温 °C（°F）                    | −6.0 (21.2)                            | −4.4 (24.1)                            | −0.3 (31.5)                            | 4.2 (39.6)                             | 11.1 (52.0)                            | 15.6 (60.1)                            | 19.1 (66.4)                            | 19.7 (67.5)                            | 13.1 (55.6)                            | 5.2 (41.4)                             | −0.4 (31.3)                            | −3.8 (25.2)                            | −6.0 (21.2)                            |
| 平均降水量 mm（）                      | 66.8 (2.63)                            | 113.4 (4.46)                           | 176.6 (6.95)                           | 181.1 (7.13)                           | 221.3 (8.71)                           | 190.4 (7.50)                           | 123.1 (4.85)                           | 140.5 (5.53)                           | 88.2 (3.47)                            | 54.4 (2.14)                            | 50.7 (2.00)                            | 39.7 (1.56)                            | 1,446.2 (56.93)                        |
| 平均降水天数（≥ 0.1 mm）               | 12.4                                   | 15.1                                   | 18.8                                   | 18.0                                   | 18.4                                   | 15.5                                   | 12.0                                   | 13.2                                   | 9.9                                    | 8.2                                    | 7.9                                    | 7.7                                    | 157.1                                  |
| 平均相對濕度（％）                     | 75                                     | 78                                     | 80                                     | 78                                     | 77                                     | 76                                     | 70                                     | 72                                     | 74                                     | 71                                     | 72                                     | 71                                     | 75                                     |
| 月均日照時數                           | 87.8                                   | 73.5                                   | 72.3                                   | 100.5                                  | 137.8                                  | 173.1                                  | 261.0                                  | 235.8                                  | 182.1                                  | 165.2                                  | 147.1                                  | 142.1                                  | 1,778.3                                |
| 可照百分比                             | 27                                     | 23                                     | 20                                     | 26                                     | 33                                     | 42                                     | 62                                     | 58                                     | 49                                     | 46                                     | 45                                     | 44                                     | 40                                     |
| 来源：中国气象局                       |                                        |                                        |                                        |                                        |                                        |                                        |                                        |                                        |                                        |                                        |                                        |                                        |                                        |

## 政治

### 现任领导
| 机构     | · 中国共产党 · 赣州市委员会 | 赣州市人民代表大会 常务委员会 | 赣州市人民政府    | · 中国人民政治协商会议 · 赣州市委员会 |
| 职务     | 书记                        | 主任                          | 市长              | 主席                                  |
| -------- | --------------------------- | ----------------------------- | ----------------- | ------------------------------------- |
| 姓名     | 黄喜忠                      | 赵多仙                        | 李克坚            | 徐兵                                  |
| 民族     | 汉族                        | 汉族                          | 汉族              | 汉族                                  |
| 籍贯     | 广东省普寧市                | 江西省赣州市                  | 河南省伊川县      | 江西省赣州市赣县区                    |
| 出生日期 | 1969年11月（55歲）          | 1965年11月（59歲）            | 1969年6月（56歲） | 1967年11月（57歲）                    |
| 就任日期 | 2024年12月                  | 2020年4月                     | 2022年7月         | 2021年10月                            |

### 历任领导
| 市委书记 - 张海如（1999年6月－2003年8月） - 潘逸阳（2003年9月－2010年10月） - 史文清（2010年10月－2015年7月） - 李炳军（2015年7月－2020年11月） - 吴忠琼（2020年12月－2024年12月） - 黄喜忠（2024年12月－） | 市长 - 王昭悠（1999年6月－2006年11月） - 蔡晓明（2006年11月－2008年3月） - 王平（2008年4月－2011年8月） - 冷新生（2011年8月－2016年9月） - 曾文明（2016年9月－2021年2月） - 许南吉（2021年2月－2021年12月） - 万凯（2021年12月－2022年5月） - 李克坚（2022年7月－） |

### 行政区划
赣州市现辖3个市辖区、13个县，代管2个县级市。
- 市辖区：章贡区、南康区、赣县区
- 县级市：瑞金市、龙南市
- 县：信丰县、大余县、上犹县、崇义县、安远县、定南县、全南县、宁都县、于都县、兴国县、会昌县、寻乌县、石城县

赣州经济技术开发区为赣州市设立的国家级经济技术开发区。蓉江新区是赣州市成立的城市新区，是赣州市政府派出机构，为正县级建制。

## 人口

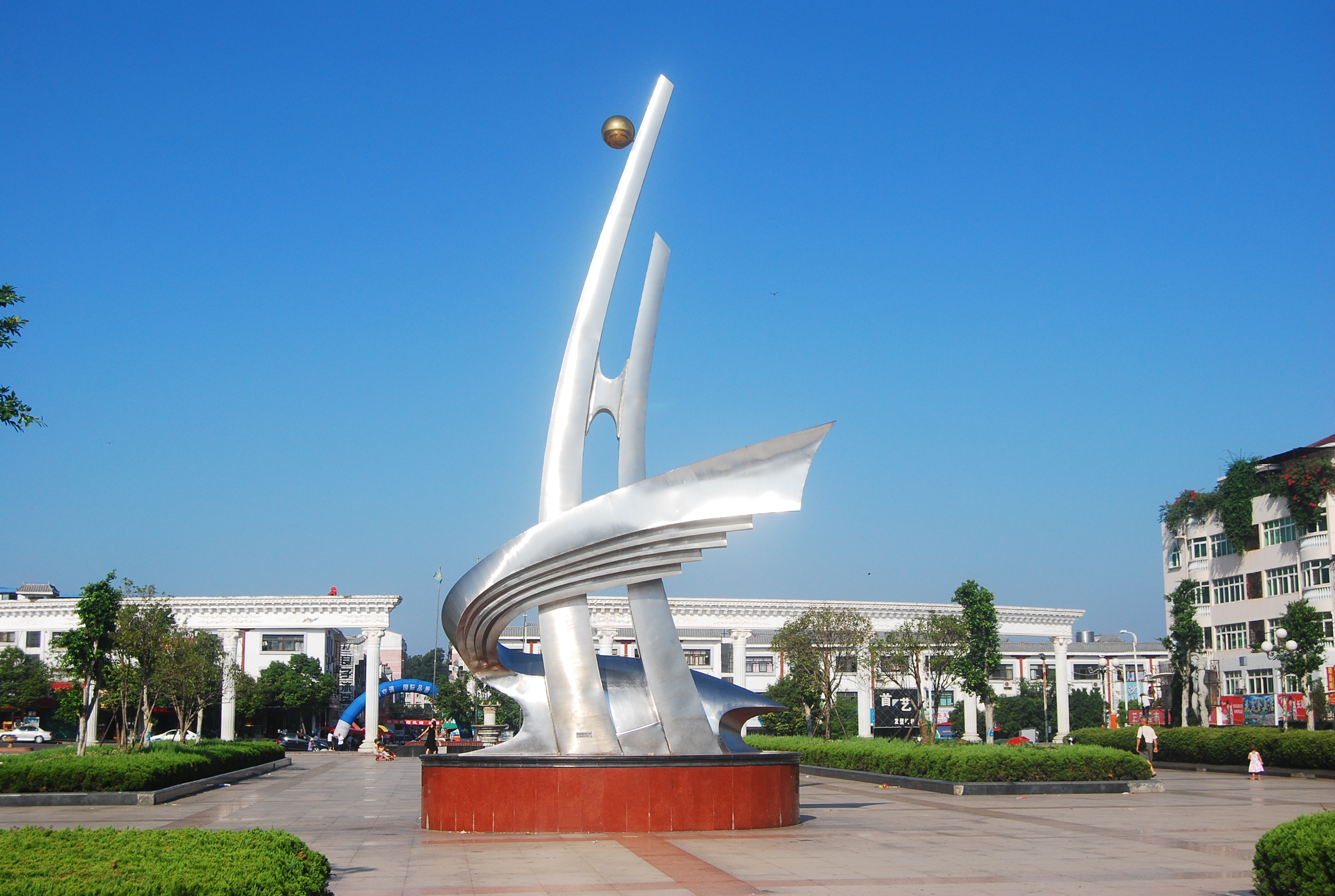
贛縣人民廣場

2011年赣州市总户数275.18万户，总人口918.26万人，比年初增加10.99 万人。农业人口729.59万人，占总人口数的79.5%；非农业人口188.67万人，占总人口的20.5%。男性476.92万人，女性441.34万人。平均每户人口数为3.34人，人口密度每平方千米233人。全市人口出生率13.53‰，全市人口自然增长率为7.52‰。
2019年年末全市户籍总人口为983.07万人，比上年末增加1.61万人，其中城镇人口302.09万人，乡村人口680.98万人。
根据2020年第七次全国人口普查，全市常住人口为8,970,014人。同第六次全国人口普查的8,368,440人相比，十年共增加了601,574人，增长7.19%，年平均增长率为0.7%。其中，男性人口为4,603,577人，占总人口的51.32%；女性人口为4,366,437人，占总人口的48.68%。总人口性别比（以女性为100）为105.43。0－14岁的人口为2,071,601人，占总人口的23.09%；15－59岁的人口为5,495,181人，占总人口的61.26%；60岁及以上的人口为1,403,232人，占总人口的15.64%，其中65岁及以上的人口为994,136人，占总人口的11.08%。居住在城镇的人口为4,961,719人，占总人口的55.31%；居住在乡村的人口为4,008,295人，占总人口的44.69%。

### 民族

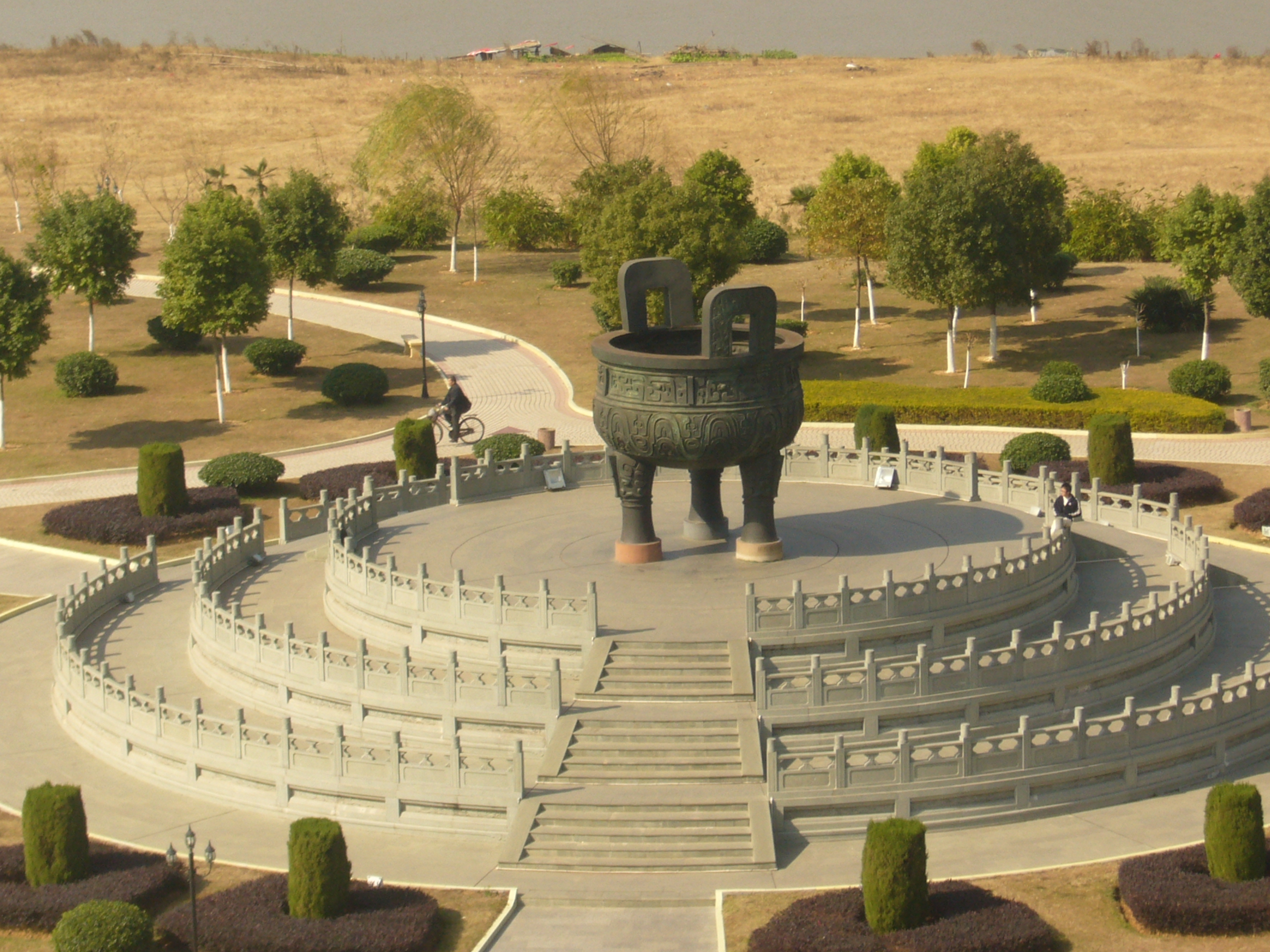
贛州客家先民南遷紀念鼎

全市常住人口中，汉族人口为8,904,275人，占99.27%；各少数民族人口为65,739人，占0.73%。与2010年第六次全国人口普查相比，汉族人口增加593,071人，增长7.14%，占总人口比例下降0.05个百分点；各少数民族人口增加8,496人，增长14.84%，占总人口比例增加0.05个百分点。

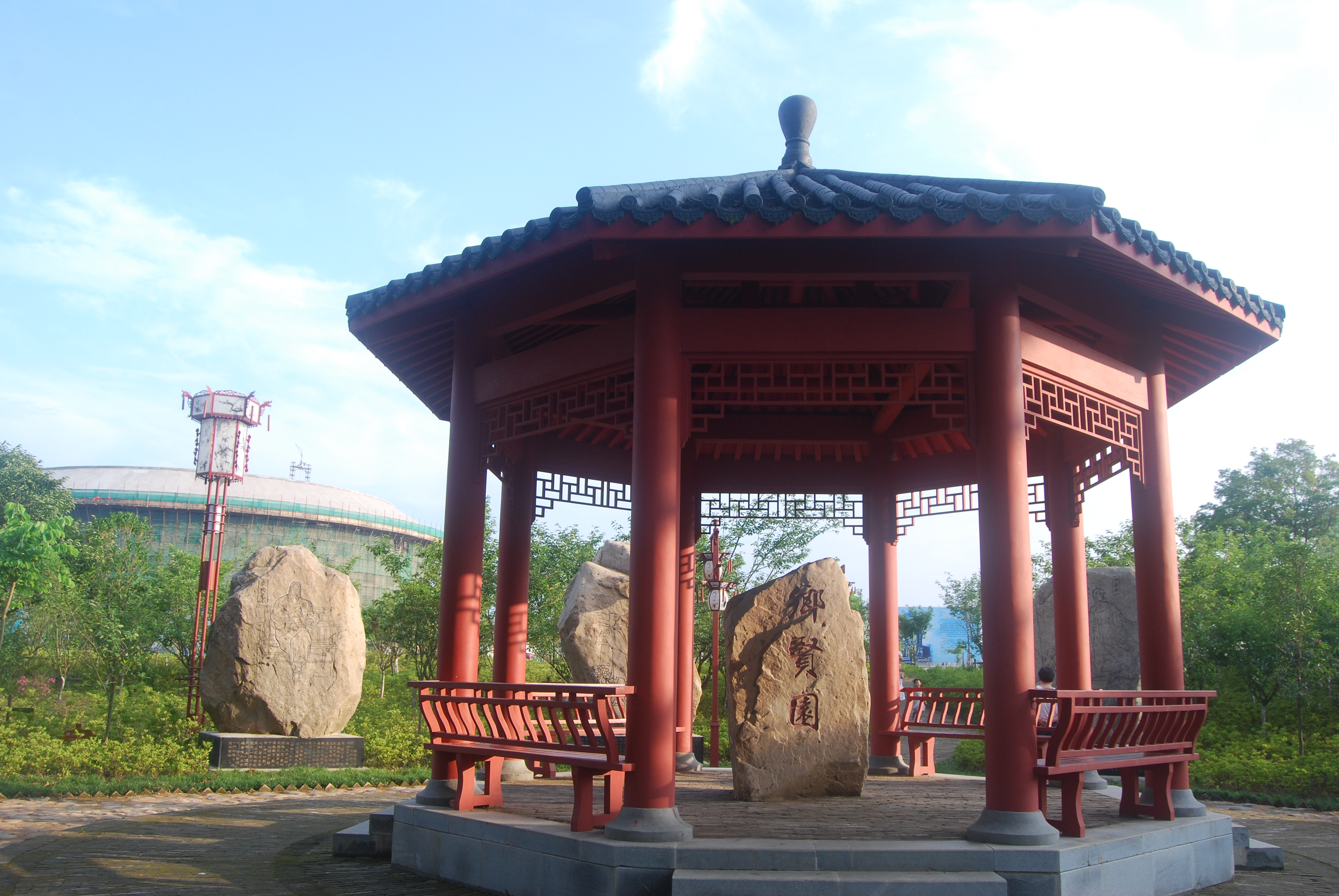
贛州客家文化城鄉賢園

全市有杂散居少数民族成分42个，分布在19个县（市、区）（含赣州经济技术开发区）、204个乡（镇）、486个村，以畲族为主，回族集中在章贡区，瑶族集中在全南，有民族村30个。少数民族分别是：畲、回、蒙古、藏、维吾尔、苗、彝、壮、布依、朝鲜、满、侗、瑶、白、土家、哈尼、哈萨克、傣、黎、傈僳、高山、佤、拉祜、水、东乡、纳西、景颇、独龙、土、达斡尔、仫佬、羌、布朗、撒拉、毛南、仡佬、锡伯、塔吉克、怒、乌孜别克、鄂温克等民族。

### 语言
全市大部分地区通行客家话；章贡区及信丰县城通用西南官话赣州话。

## 经济
赣南脐橙为中国地理标志产品。

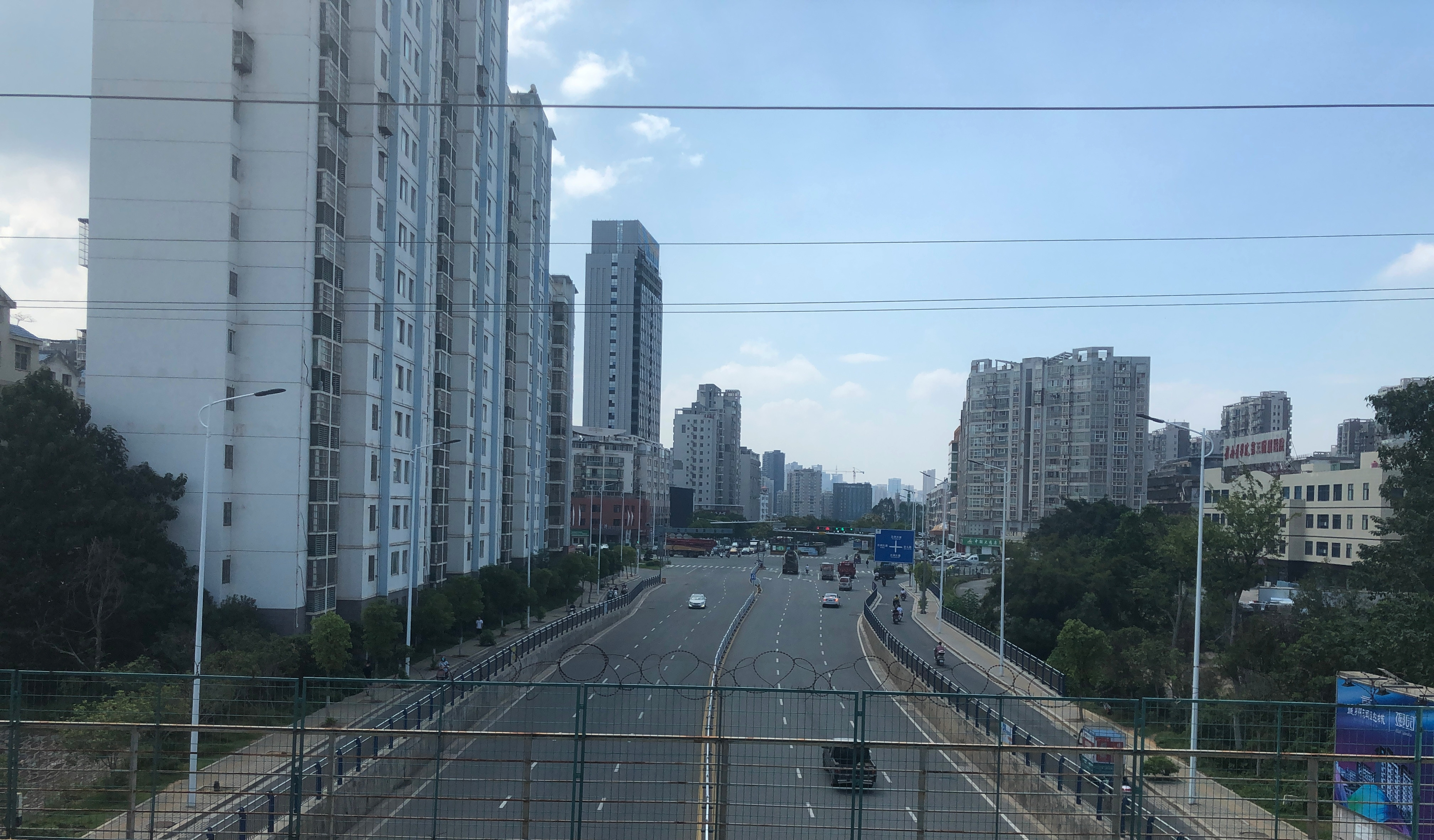
贛州南站

2024年地區生產總值4,940.47億元，以不變價格計算，較上年增長5.4%。 其中，第一產業增加價值488.95億元，成長3.8%；第二產業增加值1807.49億元，成長7.6%；第三產業增加值2644.03億元，成長4.1%。 

## 交通
- 机场：赣州黄金机场

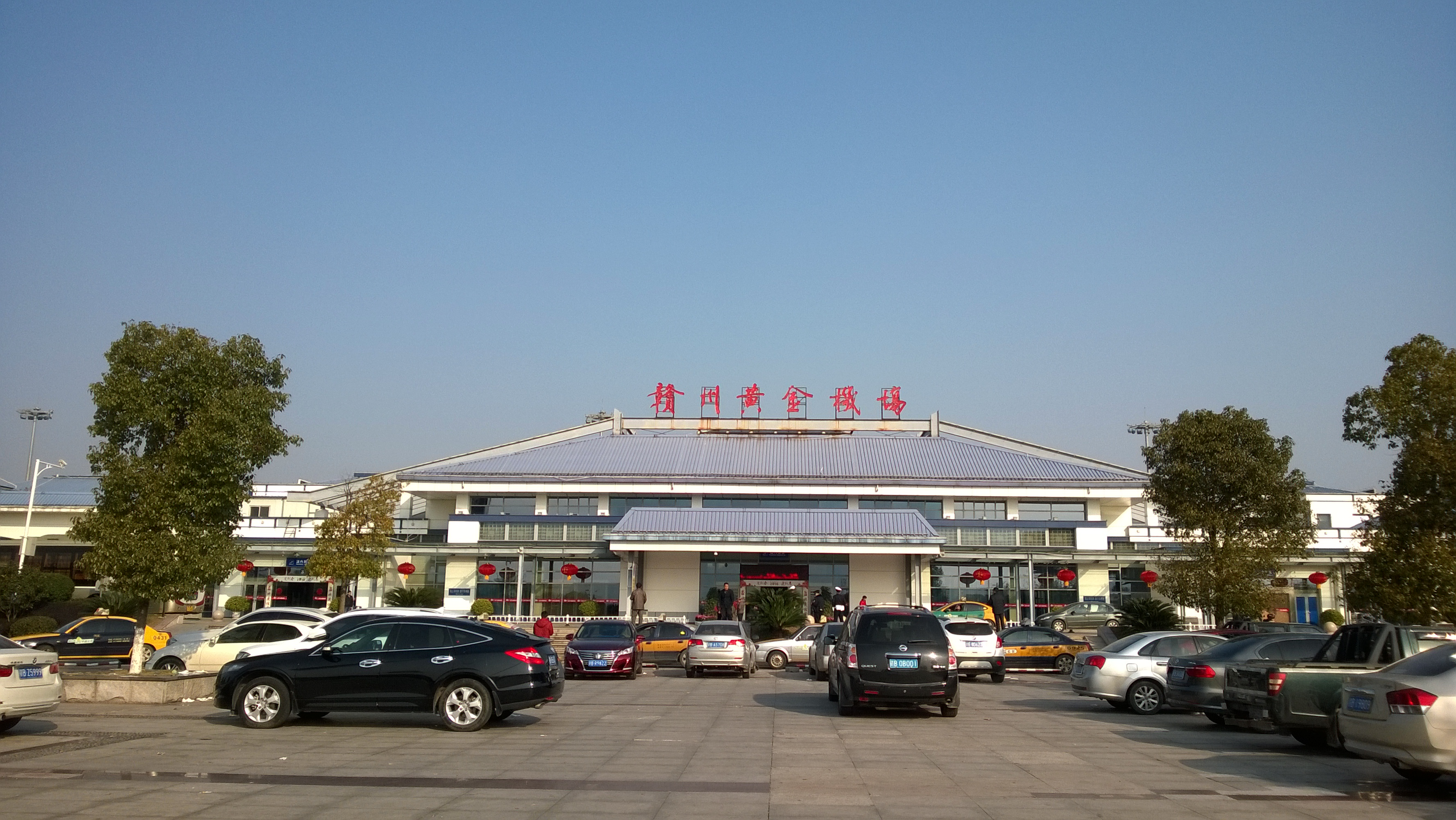
赣州黄金机场航站楼

- 铁路：京九铁路、赣龙铁路、赣韶铁路、赣瑞龙铁路、昌赣客运专线、赣深客运专线、長贛鐵路（興建中）
- 高速公路： 大广高速、 济广高速、 泉南高速、 厦蓉高速、寻全高速公路、 赣州绕城高速、赣韶高速公路、昌宁—宁定高速公路（在建）、兴赣高速公路。
- 国道： 105国道、 323国道、 206国道、 319国道
- 水运：赣州港、陡水湖旅游客运码头。

## 全国重点文物保护单位
- 瑞金革命遗址
- 宁都起义指挥部旧址
- 通天岩石窟
- 赣州城墙
- 关西新围、燕翼围
- 大宝光塔
- 赣州佛塔
- 梅关和古驿道
- 兴国革命旧址
- 中央红军长征出发地旧址
- 七里镇窑址
- 羊角水堡
- 太平桥
- 永镇桥
- 玉带桥
- 赣州文庙
- 东生围
- 罗田岩石刻
- 寻乌调查旧址
- 中共苏区中央局旧址
- 中华苏维埃共和国中央革命军事委员会旧址
- 瑞金中央工农红军学校旧址

## 历史文化名城名镇名村
- 中国历史文化名城：赣州、瑞金

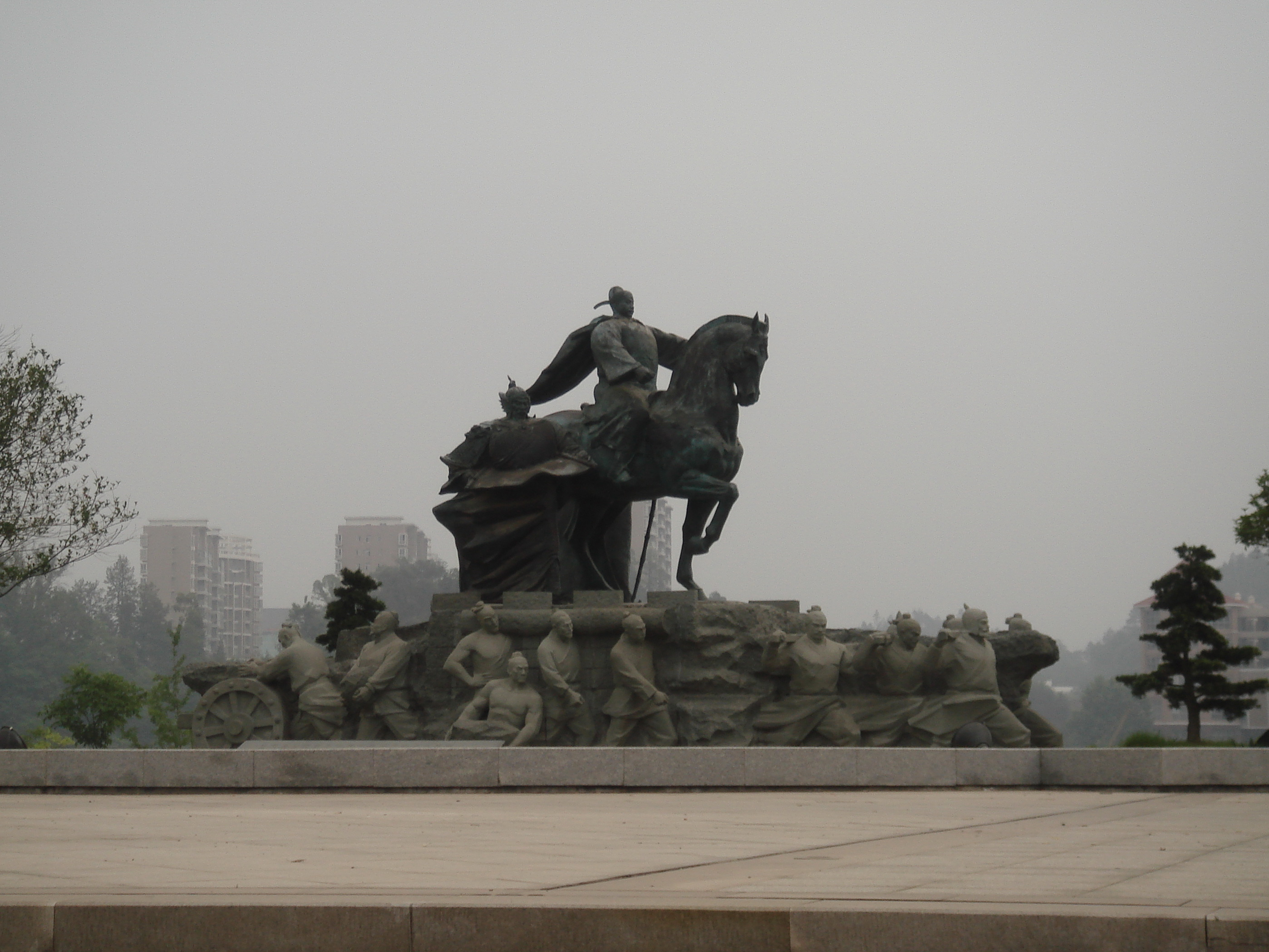
赣州梅關大道的路旁群雕

- 中国历史文化名村：赣县白鹭乡白鹭村、龙南市关西镇关西村、宁都县田埠乡东龙村、龙南市里仁镇新园村、寻乌县澄江镇周田村
- 江西省历史文化名村：安远县镇岗乡老围村、于都县马安乡上宝村、龙南市关西镇新围村、瑞金市九堡镇密溪村、定南县天九镇九曲村、赣县湖江乡夏府村、兴国县梅窖镇三僚村、

## 旅游

荷兰人约翰·纽霍夫在1665年所画的赣州风景图

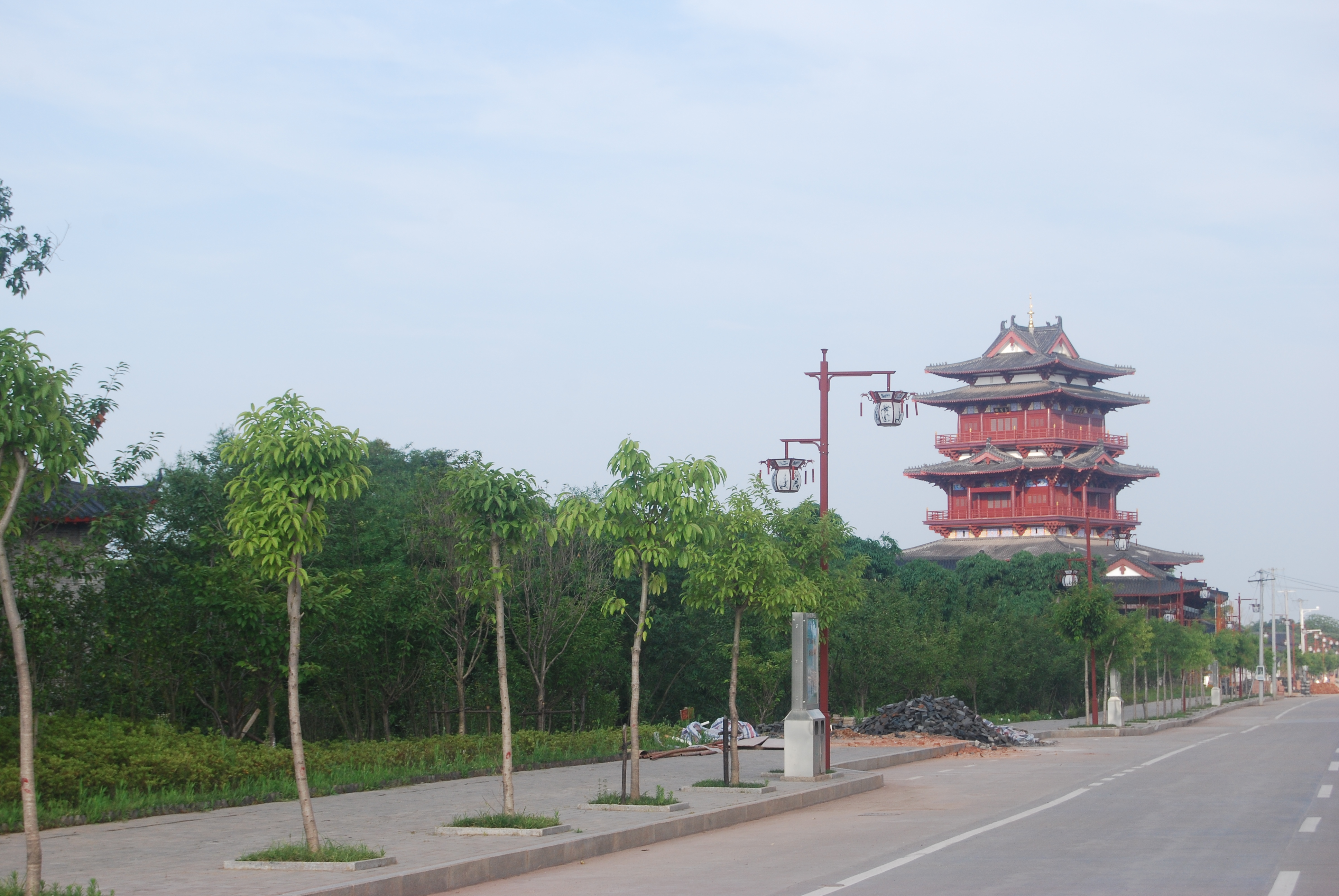
贛州文昌閣遠望

### 自然景点
- 赣县：杨仙岭、
- 于都：雩山、罗田岩、雩阳十景
- 安远：东江源头三百山
- 大余：梅关古驿道、丫山风景区
- 龙南：小武当山、九连山
- 宁都：翠微峰
- 上犹：阳明湖（原陡水湖）、五指峰、龙潭瀑布
- 崇义：聂都溶洞、阳岭
- 会昌：汉仙岩
- 瑞金：罗汉岩
- 寻乌：青龙岩
- 章贡区：通天岩

### 人文景点

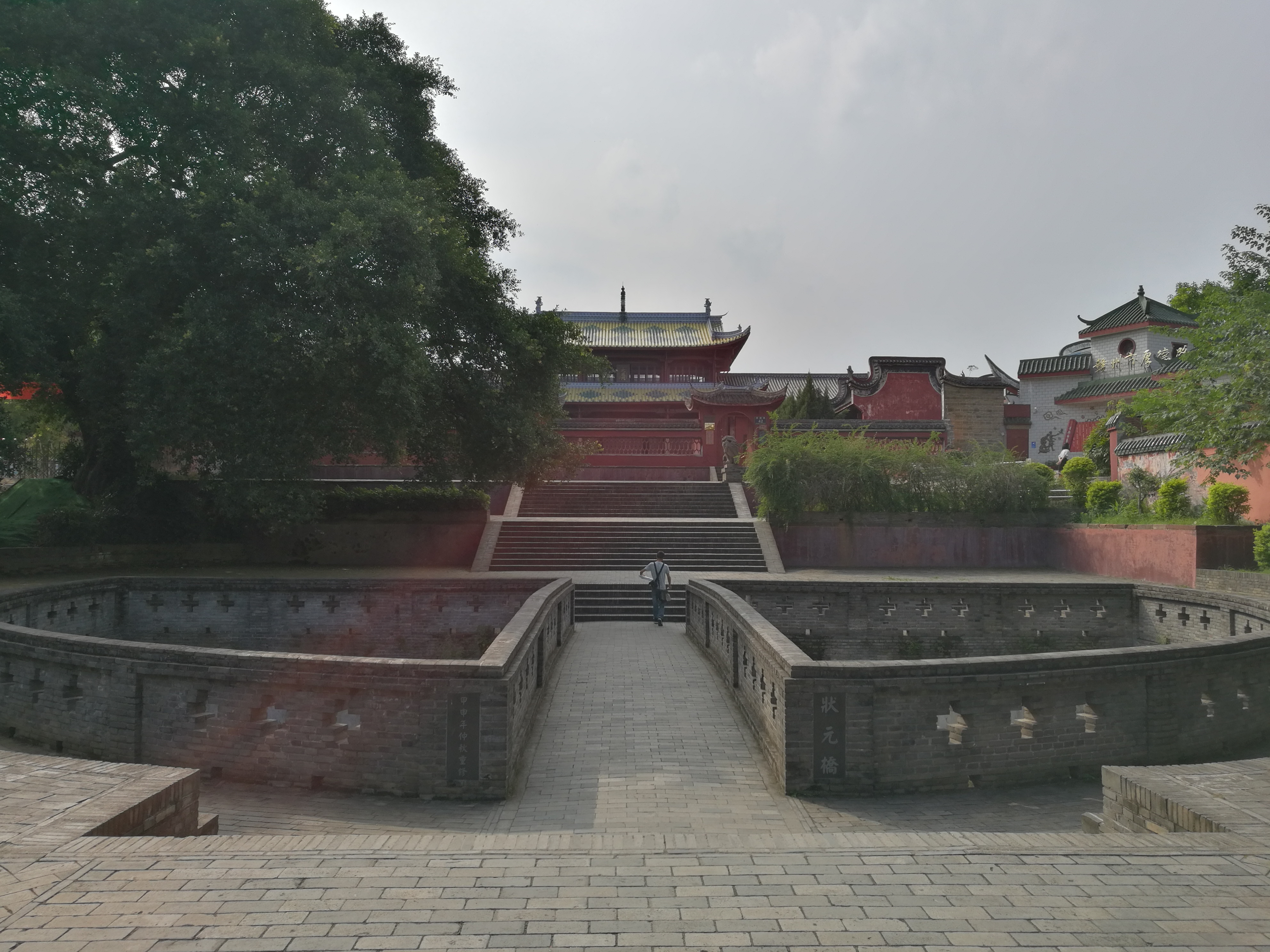
赣州文庙

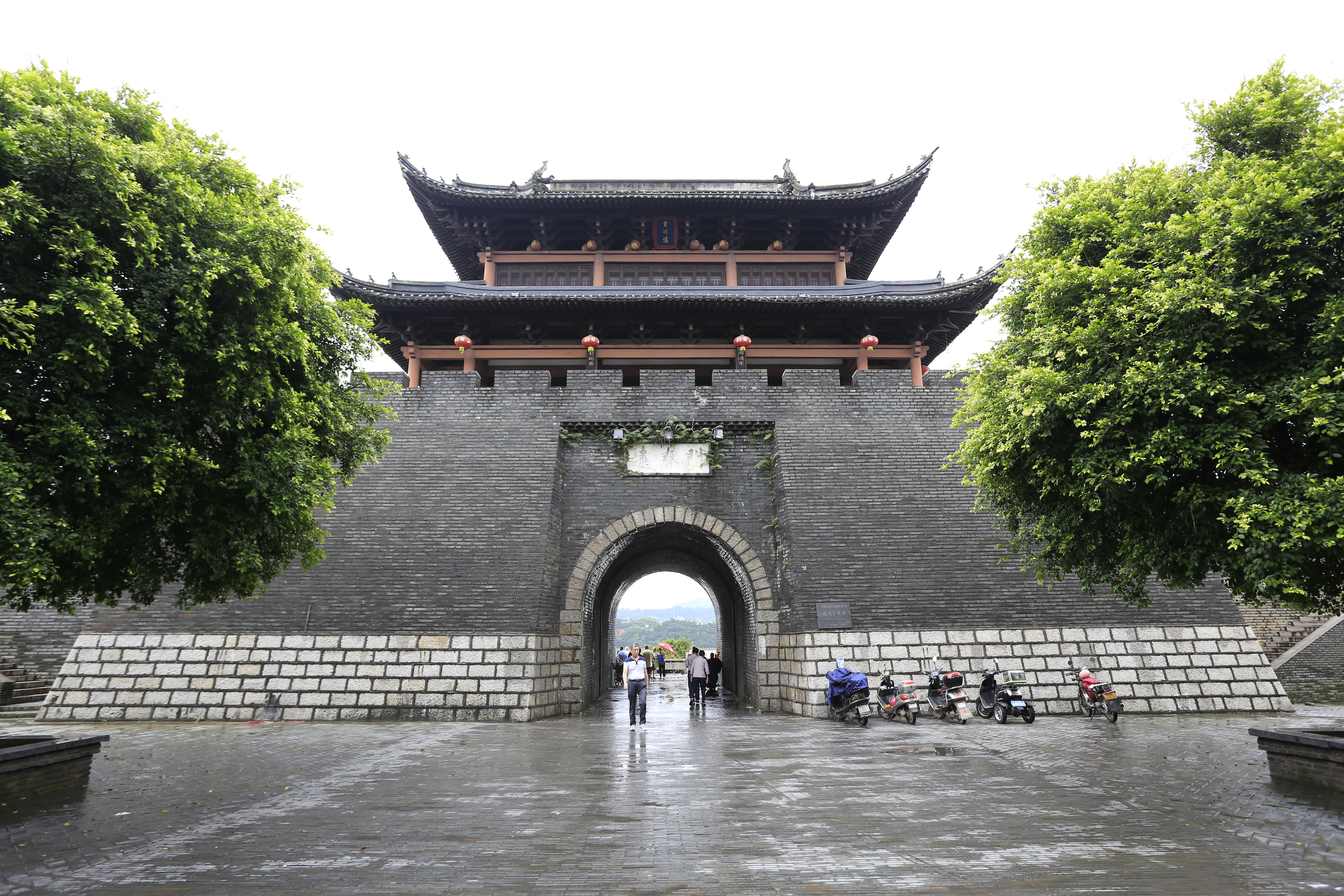
赣州城墙中的建春门

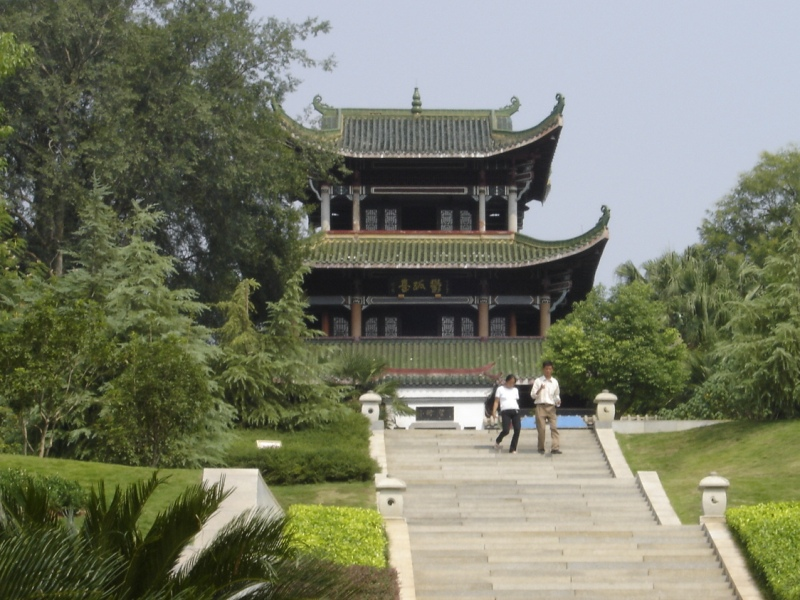
鬱孤台

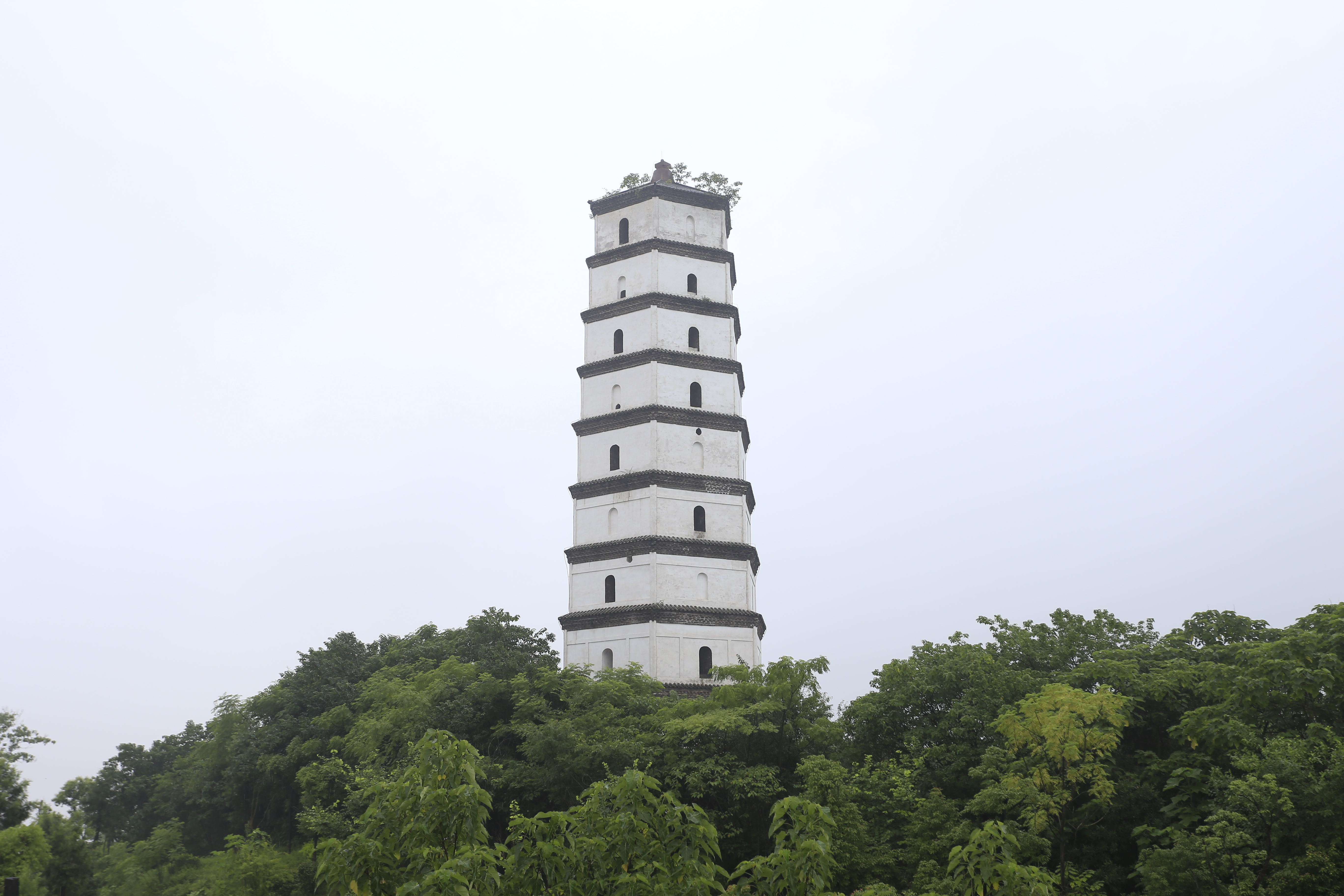
玉虹塔

- 宋城赣州：贛州古城墙、八境台、郁孤台、文庙、慈云塔、寿量寺、灶儿巷、浮桥（现存两座人行浮桥，一座位于建春门外、贡江之上，连接章贡区河套内与水东，另一座位于章江北大道、章江之上，连接章贡区河套内与水南，此为2007年新建）
- 福寿沟：始建于北宋年间的一个城市排水系统，至今仍在发挥作用[30]
- 通天岩
- 赣县客家文化城
- 兴国：兴国革命旧址、朱华塔、文天祥“永镇江南”题额
- 于都：罗田岩石刻、长征第一渡、毛泽东故居何屋
- 客家围屋
- 瑞金：中华苏维埃共和国临时政府所在地
- 长征遗迹
- 中国共产革命领导人故居
- 赣南采茶戏
- 蒋经国旧居（位于老城区北门附近）

## 教育

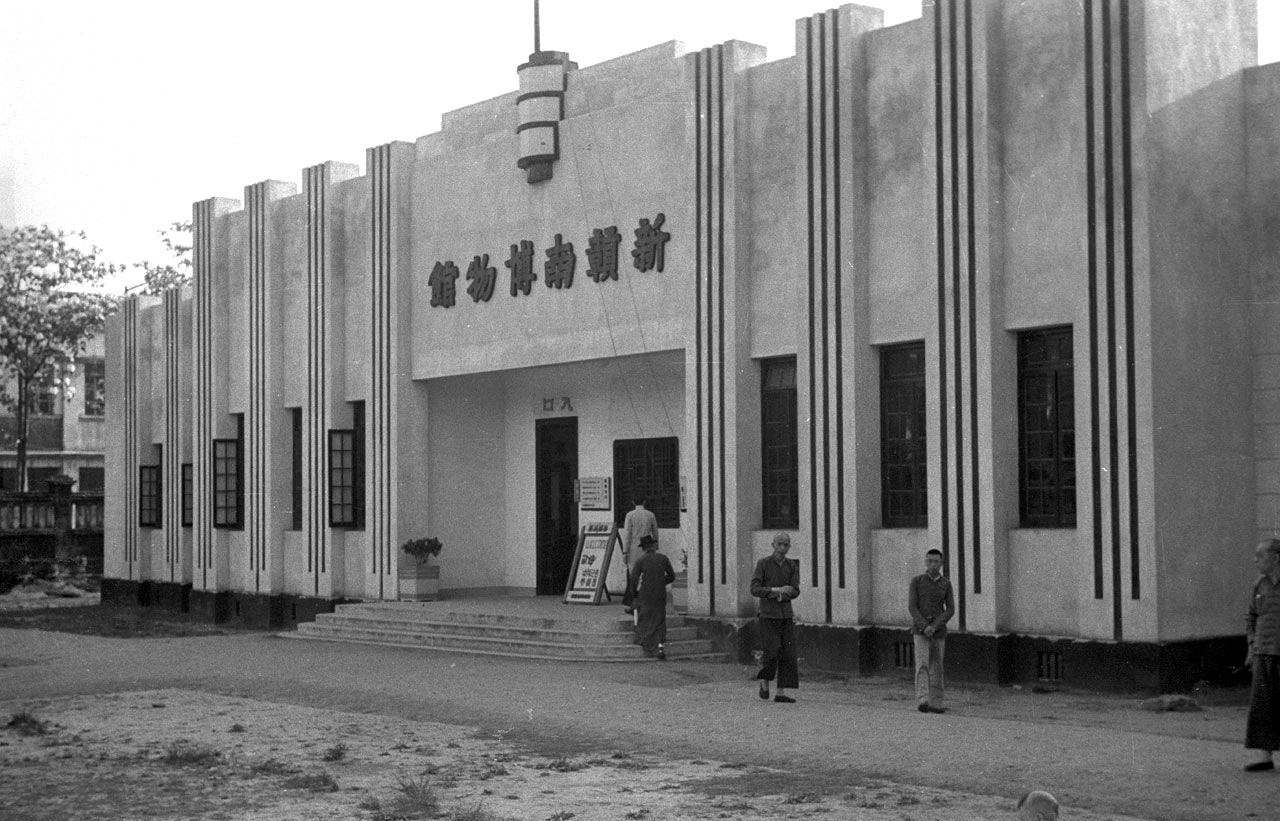
1940年代时的新赣南博物馆

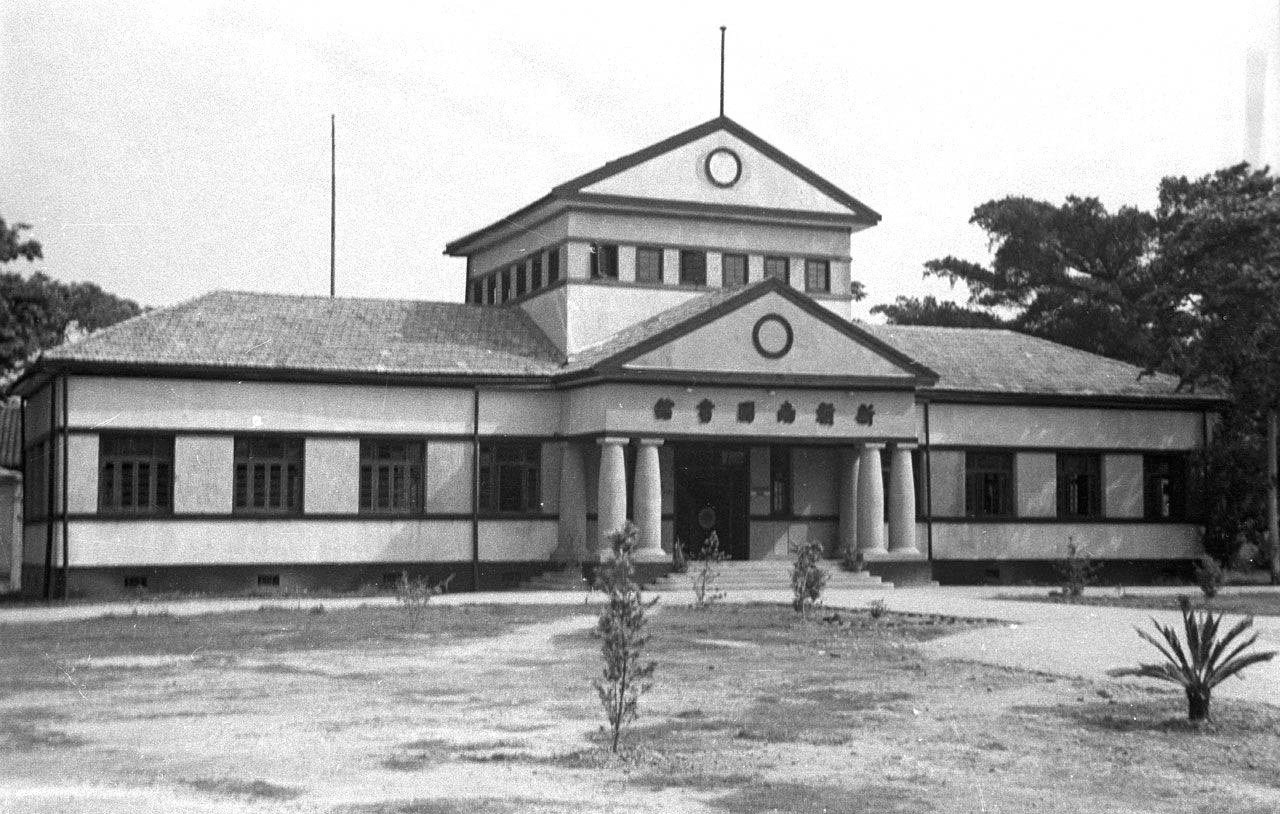
1940年代时的新赣南图书馆

### 大学
分布于章贡区、会昌县、于都县、安远县。
- 江西理工大学
- 赣南师范大学
- 赣南医科大学
- 赣南科技学院
- 赣南师范大学科技学院
- 赣州师范高等专科学校
- 江西环境工程职业学院
- 江西应用技术职业学院
- 赣南卫生健康职业学院
- 赣州职业技术学院
- 和君职业学院
- 赣州开放大学
- 赣州起元职业学院
- 赣州远恒佳职业学院

### 中学
主要的重点中学有：
- 赣州中学
- 赣州一中
- 赣州三中
- 赣州四中
- 赣南师范大学附属中学（省属）
- 南康中学
- 赣县中学
- 信丰中学
- 瑞金第一中学
- 于都中学
- 宁都中学
- 安远一中
- 会昌中学
- 兴国平川中学

## 特产
- 赣南脐橙：中国地理标志产品[29]
- 赣南茶油：中国地理标志产品[31]